# Louise Carver
Louise Carver (Città del Capo, 10 gennaio 1979) è una cantante, cantautrice e pianista sudafricana.
Nel 2005 pubblica Silent Scream con l'etichetta Columbia. Ottiene un contratto con la Sony e produce i tre album successivi sotto questa label. Nel 2013, il suo quinto album è distribuito da Next Music.

## Discografia
Album in studio
- 2005 - Silent Scream
- 2007 - Saved by the Moonlight
- 2009 - 'The Home Tour' Live
- 2010 - Look to the Edge
- 2013 - Say It to My Face